# Edelhert
Het edelhert (Cervus elaphus) is een evenhoevig zoogdier uit de familie der hertachtigen. De wetenschappelijke naam van de soort werd in 1758 gepubliceerd door Carl Linnaeus. Het edelhert komt voor in West-Europa, in Centraal-Europa, in Groot-Brittannië, op het Iberisch Schiereiland en in het zuiden van Scandinavië. In Europa is het edelhert het op een na grootste hert; alleen de eland (Alces alces) is groter. 
Het edelhert komt in Nederland voor op de Veluwe, in de Oostvaardersplassen, in Natuurpark Lelystad, in het Weerterbos en in Het Groene Woud tussen Tilburg, Eindhoven en ’s-Hertogenbosch. In België zijn in het wild levende edelherten voornamelijk voorkomend in Wallonië en relatief zeldzaam in Vlaanderen. In Vlaanderen komen ze voor in de regio Voeren, op het Kempens Plateau en in het Belgisch-Nederlandse grenspark Kempen-Broek. In Wallonië is hun verspreiding algemeen in de Ardennen.

## Uiterlijk
In de zomer zijn de dieren roodbruin van kleur, in de winter grijsbruin. De buikzijde is wit en het staartstuk is roomkleurig. De rui begint eerst bij de kop, de poten en het voorlijf. In september begint de zomervacht plaats te maken voor de wintervacht, in december is deze volledig vervangen. De zomervacht komt weer terug in mei en is in juli of augustus compleet.
De gemiddelde lichaamsgrootte van een edelhertenpopulatie wordt beïnvloed door meerdere factoren. Edelherten uit bosgebieden zijn kleiner dan die uit meer open gebieden, en de lichaamsgrootte neemt toe van het westen naar het oosten. Ook zijn mannetjes groter dan vrouwtjes. De kop-romplengte ligt tussen de 165 en de 260 centimeter, de schouderhoogte tussen de 114 en de 140 centimeter. De staart is, zonder het haar meegerekend, tussen de twaalf en de vijftien centimeter lang, met haar ongeveer twintig centimeter. Mannetjes worden tot 255 kilogram zwaar, vrouwtjes tot 150 kilogram.

### Gewei
Enkel het mannetje draagt een gewei dat gemiddeld zo'n 70 centimeter lang is, maar kan uitgroeien tot meer dan 90 centimeter. Het gewicht kan variëren van vier tot tien kilogram. Aan het gewei kan men enigszins de leeftijd aflezen. Een jong edelhert heeft gewoonlijk een kleiner gewei met weinig vertakkingen, maar een hert in zijn laatste levensfase zal ook weer een kleiner gewei met minder takken krijgen. Een gezond dier heeft een forser en zwaarder gewei, maar niet per se meer enden dan een ziekelijk dier. Er is een duidelijk verband tussen de kwaliteit van het leefgebied en de grootte van de hertengeweien. In de zeventiende eeuw waren de geweien fors, en vanaf de Renaissance zijn in Duitsland geweien met 24 en meer enden geconserveerd; één daarvan weegt bijna 20 kilogram. Er bestaat zelfs een 66-ender, maar dit is een curiosum, waarmee iets mis is. Vanaf de 17e eeuw eisten bevolkingsdruk, jacht en aanplant van naaldbomen hun tol. Na eeuwenlange verschraling kregen de Veluwse edelherten na de Tweede Wereldoorlog weer forsere geweien. Door aanleg van loofbos en wildakkers en het bevorderen van ondergroei verbeterden toen hun leefomstandigheden weer.
Het gewei wordt elk jaar afgeworpen onder invloed van geslachtshormonen. Oudere herten doen dat gedurende de laatste wintermaanden, jonge dieren meestal in maart of april. Daarna begint meteen het nieuwe gewei te groeien dat gemiddeld in juli volgroeid is. In augustus begint de basthuid te jeuken en verwijderen de mannetjes die door het gewei langs takken en boomstammen te schuren. In de nazomer ziet de wandelaar dan ook vaak lappen huid aan de takken hangen. Informatie en terminologie over hertengeweien vindt u in het artikel Gewei.

## Verspreiding en ondersoorten

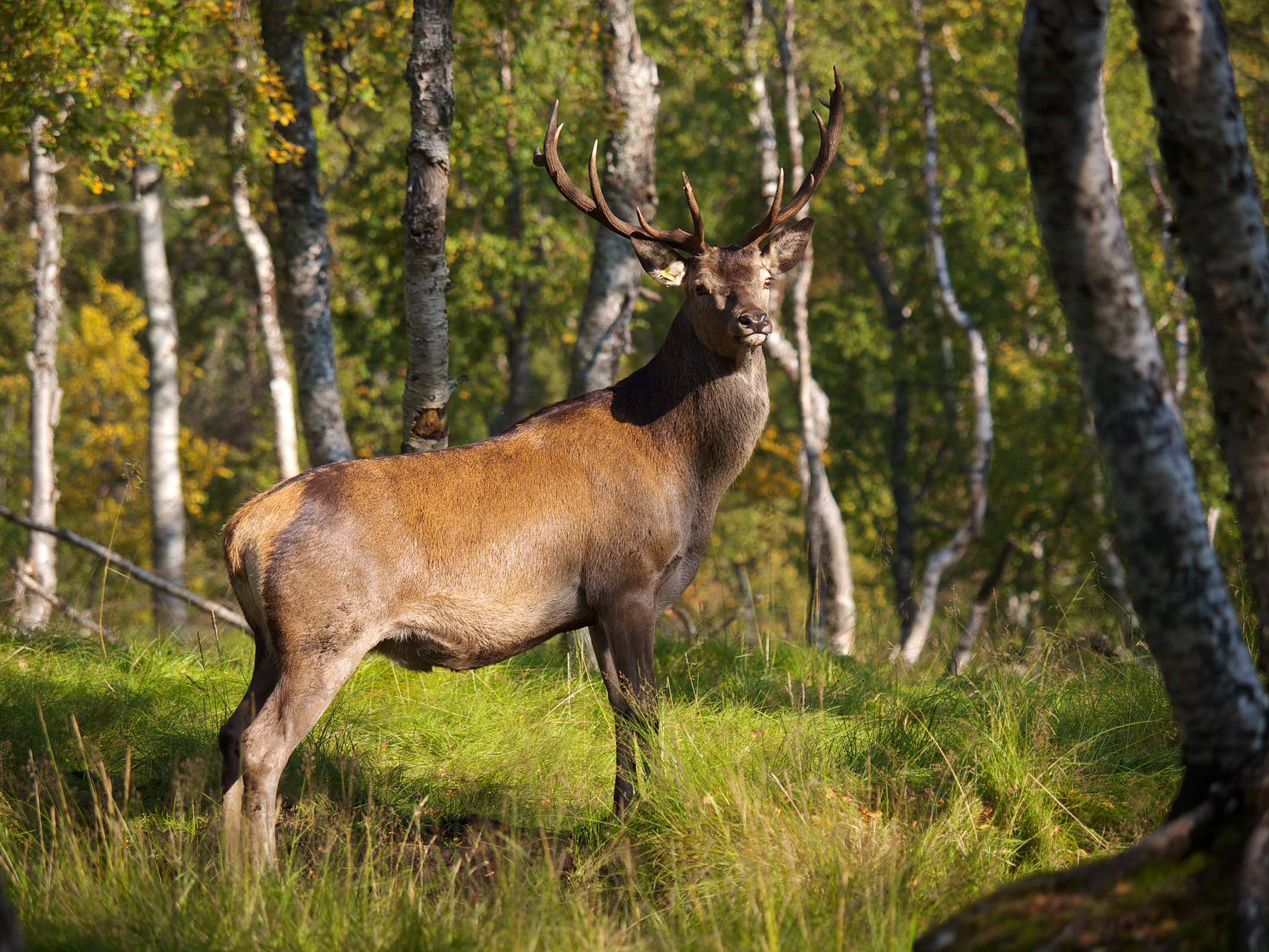
Een mannelijk Noors edelhert (Cervus elaphus atlanticus)

Het edelhert komt ook voor in Noordwest-Afrika, specifiek in Algerije en Tunesië. Het gaat hier om de ondersoort Cervus elaphus barbarus. Doordat ondersoorten zich verplaatsten naar gebieden waar van nature andere ondersoorten voorkomen, is de genetische diversiteit van het edelhert sterk aangetast. Ook is er veel genetische vervuiling opgetreden door kruising van ondersoorten onderling en de verwante soorten wapiti (Cervus canadensis) en sikahert (Cervus nippon). Populaties van ondersoorten die zuiver zijn gebleven worden hieronder beschreven:
- Zweeds edelhert – Cervus elaphus elaphus – Zuivere populaties komen alleen nog voor in Skåne in het zuiden van Zweden. In alle andere populaties van de nominaatondersoort die van nature voorkomt in Zuid-Scandinavië en Centraal-Europa is genetisch materiaal ingekruist van Oost-Europese edelherten en wapiti's.[1]
- Noors edelhert – Cervus elaphus atlanticus Lönnberg, 1906 – Alle edelherten in Noorwegen zijn nog genetisch zuiver, met uitzondering van een geïsoleerde populatie op het eiland Otterøy.[1]
- Schots edelhert – Cervus elaphus scoticus Lönnberg, 1906 – De enige genetisch zuivere Schotse edelherten komen voor in het gebergte in de regio Otago in Nieuw-Zeeland. Deze werden hier door Schotse kolonisten geïntroduceerd in 1871, met individuen uit het Invermark Forest, lang voordat er genetisch materiaal van andere ondersoorten werd ingekruist in de populatie in Schotland.[1]
- Midden-Europees edelhert – Cervus elaphus hippelaphus Erxleben, 1777 – De populatie in de Vogezen vertegenwoordigt de enige overgebleven genetisch zuivere Midden-Europese edelherten. Op de lange termijn kan contact met de gehybridiseerde populatie in Duitsland niet worden uitgesloten. Tot nu toe zijn er alleen dieren uit de Vogezen naar Duitsland getrokken en niet andersom.[1]
- Iberisch edelhert – Cervus elaphus hispanicus Hilzheimer, 1909 – Komt voor op het Iberisch Schiereiland. De populatie in het Nationaal Park Doñana is met zekerheid genetisch zuiver, maar er zijn naar alle waarschijnlijkheid nog meer zuivere populaties over.[1]

Een populatie edelherten in het Italiaanse Natuurreservaat Gran Bosco della Mesola is naar alle waarschijnlijkheid de enige populatie edelherten in Italië die gevrijwaard is gebleven van hybridisatie. Onderzoek door Zachos et al. (2014) heeft uitgewezen dat de edelherten uit Mesola taxonomisch onderscheiden moeten worden als aparte ondersoort, onder de naam Cervus elaphus italicus.
De taxonomie van het geslacht Cervus is zeer complex. Volgens Groves & Grubb (2011) behoort de naam Cervus elaphus alleen toe aan de edelherten in West-Europa, Centraal-Europa, Zuid-Scandinavië, Groot-Brittannië, Italië en het Iberisch Schiereiland. Hierin worden de overige ondersoorten binnen de westelijke clade, in andere taxonomische systemen als ondersoorten beschouwd, gesplitst tot aparte soorten. Als de taxonomische indeling wordt gebruikt waarbij alleen het edelhert en wapiti van elkaar gescheiden worden, naar voorbeeld van de IUCN, omvat het edelhert naast de bovengenoemde ondersoorten ook de volgende ondersoorten:
- Atlashert – Cervus elaphus barbarus Bennett, 1833
- Corsicaans edelhert – Cervus elaphus corsicanus Erxleben, 1777
- Oost-Europees edelhert – Cervus elaphus pannoniensis Banwell, 1997
- Kaukasushert – Cervus elaphus maral Gray, 1850
- Afghaans edelhert of Bocharahert – Cervus elaphus bactrianus Lydekker, 1900
- Jarkandhert – Cervus elaphus yarkandensis Blanford, 1892

## Biotoop
Edelherten zijn zeer tolerant ten aanzien van verschillende biotopen en komen in een grote diversiteit aan gebieden voor. Zowel drogere loofbossen en heidevelden, als zeer vochtige milieus als venen en moerassen worden bewoond. In hooglanden en in berggebieden begeven de dieren zich zomers tot boven de boomgrens. 's Winters leven ze meer in het dal. Het edelhert lijkt een voorkeur te hebben voor de randen van bosgebieden die grenzen aan de uiterwaarden van rivieren en beken. Daar geeft het bos bescherming, de uiterwaarden voedsel en de rivier water. In Europa is hun aantal groeiende, met grote populaties in onder andere Duitsland en Spanje.

## Voedsel
Edelherten eten plantaardig voedsel: het zijn herbivoren. Ze voeden zich met gras, zegge, bies, heide, boomschors, knollen, wortels, vruchten, zaden, knoppen, scheuten en loof van bomen en struiken zoals wilg, spar en hulst en landbouwgewassen. In bosrijke gebieden is het percentage schors, knoppen, zaden en scheuten groter dan in meer open gebieden. Grassen en kruiden vormen overal de hoofdmoot.

## Leefwijze

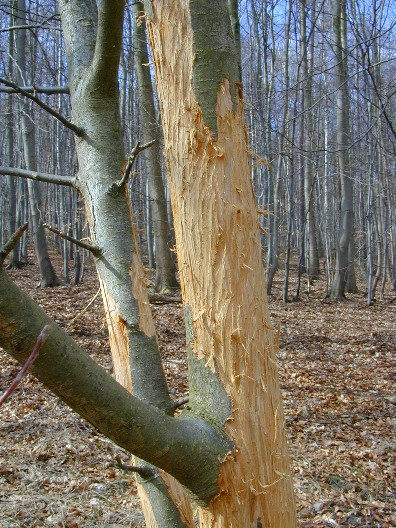
Een door een edelhert ontschorste boomstam

Edelherten zijn de hele dag door actief, maar in gebieden met veel menselijke activiteit laten ze zich vooral vroeg in de ochtend en laat in de avond zien. 's Ochtends trekken ze meestal naar de graslanden om daar te kunnen grazen. In de Schotse Hooglanden klimmen ze 's ochtends naar hoger gelegen gebieden om daar te kunnen rusten en dalen ze 's avonds weer af om te grazen.
In de zomer en in de winter vormen de herten roedels. De vrouwelijke herten (hinden) en onvolwassen dieren van beide geslachten vormen aparte roedels. Hinderoedels worden meestal geleid door een dominant vrouwtje. De volwassen mannelijke dieren vormen afzonderlijke, van de hinden ruimtelijk gescheiden roedels, die vaak minder gestructureerd zijn en meer wisselende samenstellingen kunnen hebben. In de aanloop naar de paartijd (bronst) vallen de mannelijke roedels volledig uiteen en zoeken de mannetjes de roedels met hinden op. Minder sterke herten kunnen zich (nog) niet laten gelden ten opzichte van hun krachtiger en meer ervaren rivalen en leiden dan vaak een zwervend bestaan.
De bronsttijd valt voornamelijk in de tweede helft van september tot begin oktober. Soms komen er paringen in november voor, maar die zijn in Nederland vrij zeldzaam. In deze periode zijn de mannelijke edelherten zeer actief om zich voort te planten. Luid burlend houden ze concurrenten op de hoogte van hun aanwezigheid en hun motieven. Hoe sterker en gezonder het mannetje, hoe vaker hij zal burlen. De sterksten claimen een zo groot mogelijk roedel vrouwelijke dieren.
Na de bronst zijn de actiefste mannelijke dieren vaak uitgeput. Niet alleen vanwege de forse inspanningen, maar ook omdat ze gedurende deze periode, die een maand kan duren, nagenoeg geen voedsel tot zich nemen. Hun lichaamsgewicht kan dan wel met dertig procent zijn afgenomen. Wel drinken de dieren tijdens de bronst veel. De periode direct na de bronst is daardoor van nature een kwetsbare fase in het bestaan van een edelhert. In sommige natuurgebieden blijkt dat roofdieren als wolven (Canis lupus), en zelfs bruine beren (Ursus arctos), zich specialiseren in het doden van deze oververmoeide edelherten. De dieren hebben zich echter dan al kunnen voortplanten.

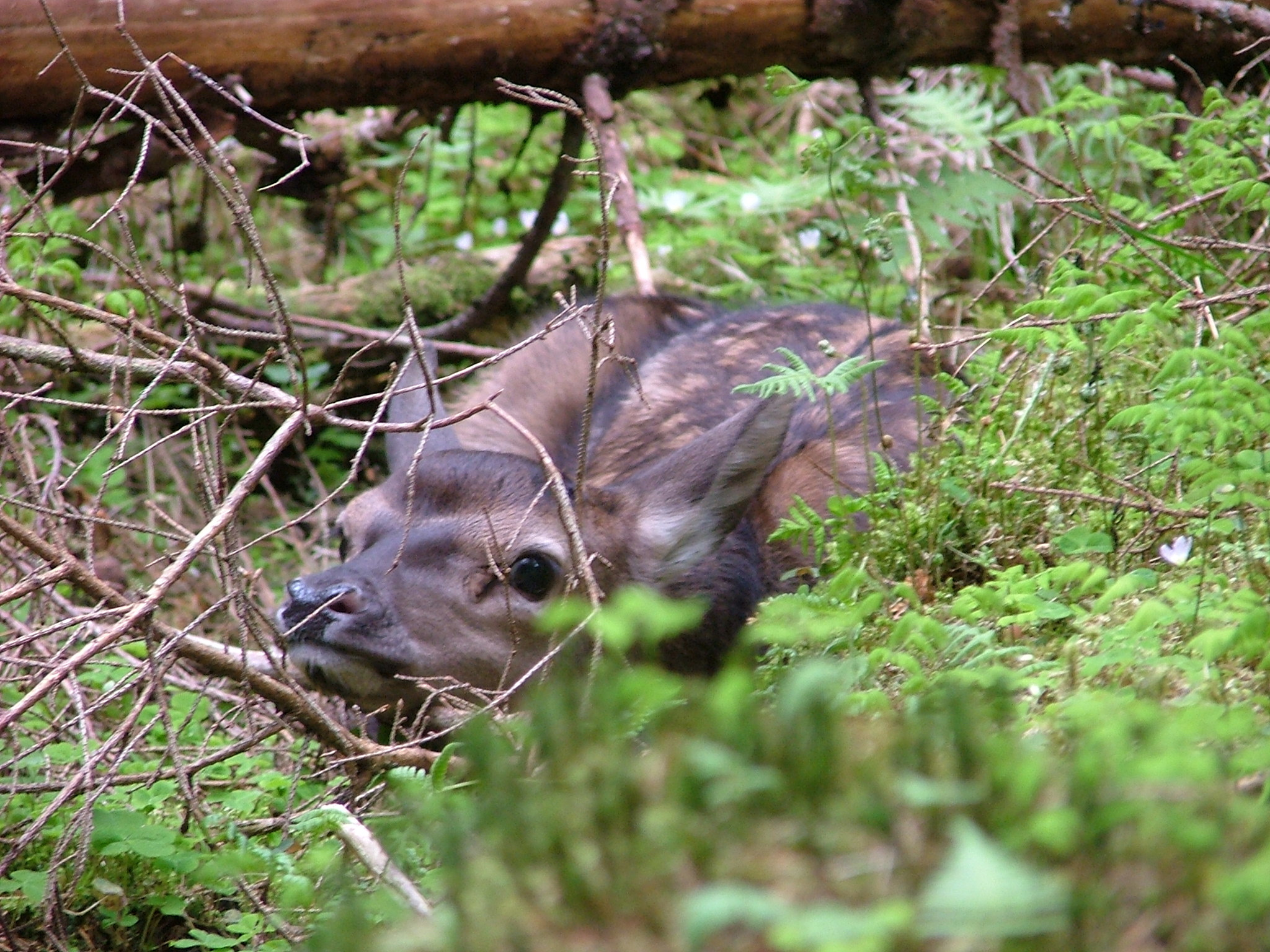
Een kalf

Eind mei, begin juni, na een draagtijd van 225 tot 245 dagen, wordt één kalf geboren. Tweelingen zijn zeldzaam. Hinden die een kalf zetten (werpen), zonderen zich rond zeven tot veertien dagen van het roedel af om zich daar later weer bij te voegen. Het kalf heeft bij de geboorte een gevlekte vacht. Deze dient ter camouflage: de eerste twee weken zal de moeder haar kalf vaak alleen laten, om enkel terug te keren om het jong te zogen. Gedurende deze tijd drukt het jong zich tegen de grond, verscholen in hoog gras of tussen het struikgewas. Bij de meeste dieren zullen de vlekken na twee maanden verdwijnen, maar sommige edelherten zijn zelfs nog gevlekt als ze volwassen zijn. Het jong wordt zo'n zes tot tien maanden gezoogd. Eenjarige kalveren worden soms ook nog gezoogd, maar alleen indien de moeder niet drachtig is. Binnen de roedel vormen zich soms crèches van meerdere jongen, die vaak met elkaar spelen.
Mannetjes zijn na één tot drie jaar geslachtsrijp, vrouwtjes na één tot twee jaar, voor beiden afhankelijk van de kwaliteit van het leefgebied. Jonge bokken zullen vaak hun geboortegebied verlaten zodra ze zelfstandig zijn, maar hinden blijven meestal trouw aan hun geboorteplek; de woongebieden van hinden overlappen meestal met dat van hun moeder. Als edelherten ongeveer zeven jaar oud zijn, zijn ze volgroeid.
Edelherten kunnen maximaal vijfentwintig jaar oud worden, maar slechts weinig dieren zullen ouder worden dan vijftien jaar. Het sterftecijfer is het grootst onder kalfjes van acht tot elf maanden.

## Het edelhert in Nederland

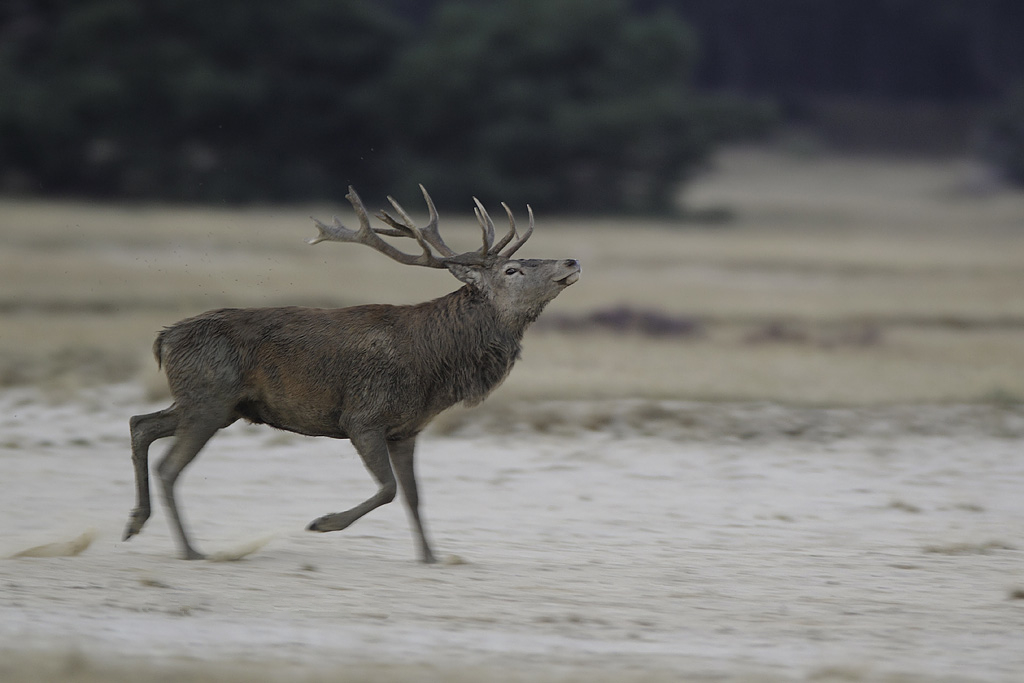
Een mannelijk edelhert in de bronsttijd in het Nationaal Park de Hoge Veluwe

In Nederland komt het edelhert voor in drie gebieden: op de Veluwe, in Natuurpark Lelystad en in de Oostvaardersplassen. Van nature komt het edelhert in Nederland in alle habitats voor: de duinen, het rivierengebied, op de hogere gronden in de bossen en zelfs in de moerassen en de venen, waarmee Nederland oorspronkelijk voor bijna twee derde bedekt was en die nu vrijwel geheel verdwenen zijn.
Doordat het edelhert vooral op de Veluwe in de bossen gezien wordt, denken veel mensen ten onrechte dat het bosdieren zijn. De bosranden gebruikt het edelhert wel om zich in te verschuilen, maar in dichte bossen zit het gewei te veel in de weg, vooral in de bronsttijd als het groot is. Daardoor kan het minder snel het bos in vluchten. De verwachting is dat, als de ecologische hoofdstructuur gereed is, edelherten ook weer aan de randen van de grote rivieren te zien zullen zijn.
Het milieu van de Oostvaardersplassen en Natuurpark Lelystad is anders dan dat van de Veluwe. De dieren die in de Oostvaardersplassen en in Natuurpark Lelystad zijn geïntroduceerd komen voor een deel van de Veluwe en voor een deel uit Schotland. Sommigen verwachten dat edelherten die in een kleimoeras leven, zwaarder worden dan de relatief kleine herten op de Veluwe. Maar of dat bewaarheid wordt, is onzeker. De edelherten en andere daar levende grote zoogdieren worden niet bejaagd, waardoor de populatiegrootte zich alleen aanpast aan het beschikbare voedsel. Dit met dien verstande dat de edelherten niet weg kunnen trekken uit de Oostvaardersplassen en Natuurpark Lelystad wanneer het voedsel op is en alleen kunnen verhongeren. Deze wisselende beschikbaarheid van voedsel is een basiscomponent van alle ecosystemen, zij het dat populaties in natuurlijke omstandigheden de mogelijkheid hebben om, gelijk hun natuurlijke gedrag, rond te trekken en voedselrijkere gronden te zoeken.
Er komen in Nederland sinds twee eeuwen buiten afgesloten terreinen en de zogeheten 'vrije wildbaan' op de Veluwe vrijwel geen edelherten (meer) voor. Oorspronkelijk kwamen er edelherten voor in veel gedeelten van het Nederlandse vasteland. Door de opkomst van landbouw en menselijke aanwezigheid is het edelhert ongeveer een eeuw niet of nauwelijks in Nederland aanwezig geweest. Het edelhert is in Nederland opnieuw geïntroduceerd door Koning Willem I. Deze herintroductie uit oogpunt van de jacht  vond plaats op de Veluwe.
Door infrastructuur en relatief dichte bebouwing zijn nagenoeg alle gradiënten naar omliggende andere vegetatietypen als bijvoorbeeld ooibossen, kleigebieden en rivierlopen voor de dieren onbereikbaar geworden. Het leefgebied van het edelhert wordt daarmee vooral beperkt door te kleine en te monotone biotopen. Edelherten over de grens in Duitsland leven in landschappen waarin bos of heuvels, grasland, water en rust voldoende beschikbaar zijn. Door de overvloedige aanwezigheid van monoculturen (bijvoorbeeld maisteelt) en de afwezigheid van grootschalige afwisselende landschappen zijn grote gedeelten van Nederland voor edelherten minder interessant. Desalniettemin zijn er ieder jaar meldingen van individuele edelherten die op natuurlijke wijze van Duitsland naar Nederland migreren. In alle aan de oostgrens gelegen provincies, met uitzondering van Groningen, komt dit voor.
De gebieden waar de herten nu in Nederland leven, zijn onderling niet altijd via ecologische routes bereikbaar. Ecologische verbindingen zoals ecoducten en corridors kunnen dit verhelpen.
Sinds 2005 zijn er in het Weerterbos, op de grens van Limburg en Noord-Brabant, edelherten aanwezig. Ze leven binnen een omrasterd gebied van 150 hectare. Het was de bedoeling dat de dieren na enkele jaren zouden kunnen uitzwermen over Noord-Brabant en Limburg. In 2024 was dat nog niet gerealiseerd. Tot openstelling kon door druk van de omgeving (boerenprotest) en angst voor verkeersongelukken niet worden overgegaan. Wel zijn er regelmatig waarnemingen van in het wild levende edelherten die de grens met België oversteken.
Ook in Twente komen wel edelherten voor, die uit het Duitse Bentheimer Wald afkomstig zijn. Volgens de wet ("nulstandbeleid") moeten ze echter worden afgeschoten.
Het edelhert heeft in de jaren 2020 op de Veluwe in toenemende mate te maken met predatie door de wolf, vooral kalveren zijn kwetsbaar.

## Het edelhert in België
Sinds een tiental jaar bevindt er zich een wilde populatie van een 40-tal dieren in het noordoosten van de provincie Limburg in de gemeenten Kinrooi en Maaseik van het Grenspark Kempen-Broek, op de grens met het Nederlandse Weert. Deze populatie zou ontstaan zijn door het ontsnappen van een aantal dieren. Deze wilde populatie edelherten is niet verwant aan de populatie edelherten die in Nederland omheind leeft in het Weerterbos.
In Wallonië, in het zuiden van België, komen edelherten in het wild voor in de Ardennen.

## Video's
- Bioscoopjournaal uit 1980 over wilde zwijnen en vooral (edel)herten op de Veluwe
- Geluidloze film uit 1918 over de groei en het gebruik van het gewei door een edelhert; duur: 9:28 minuten

## Afbeeldingen

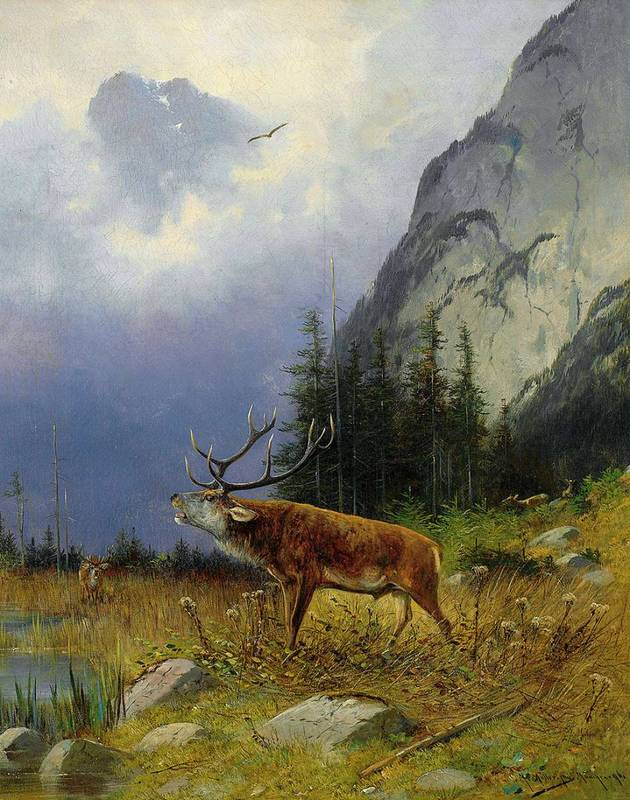
Een burlend edelhert (1896), Moritz Müller
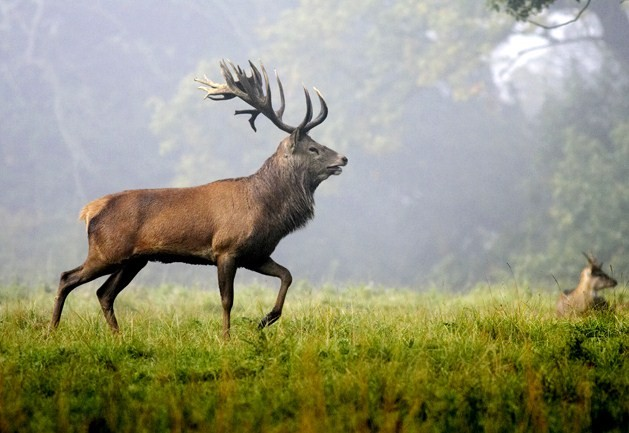
Mannetje dat op tegenstander afgaat in het bronstseizoen
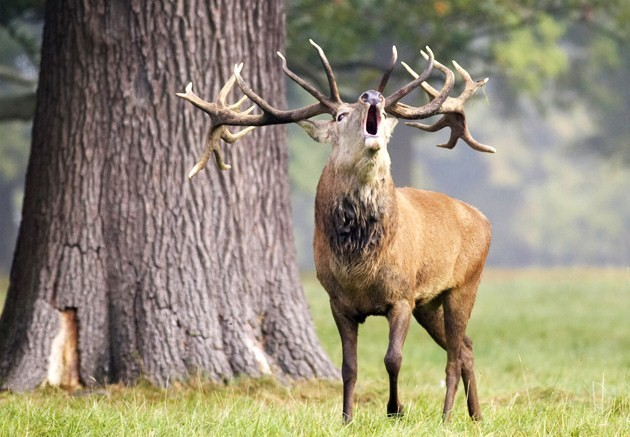
Burlend mannetje
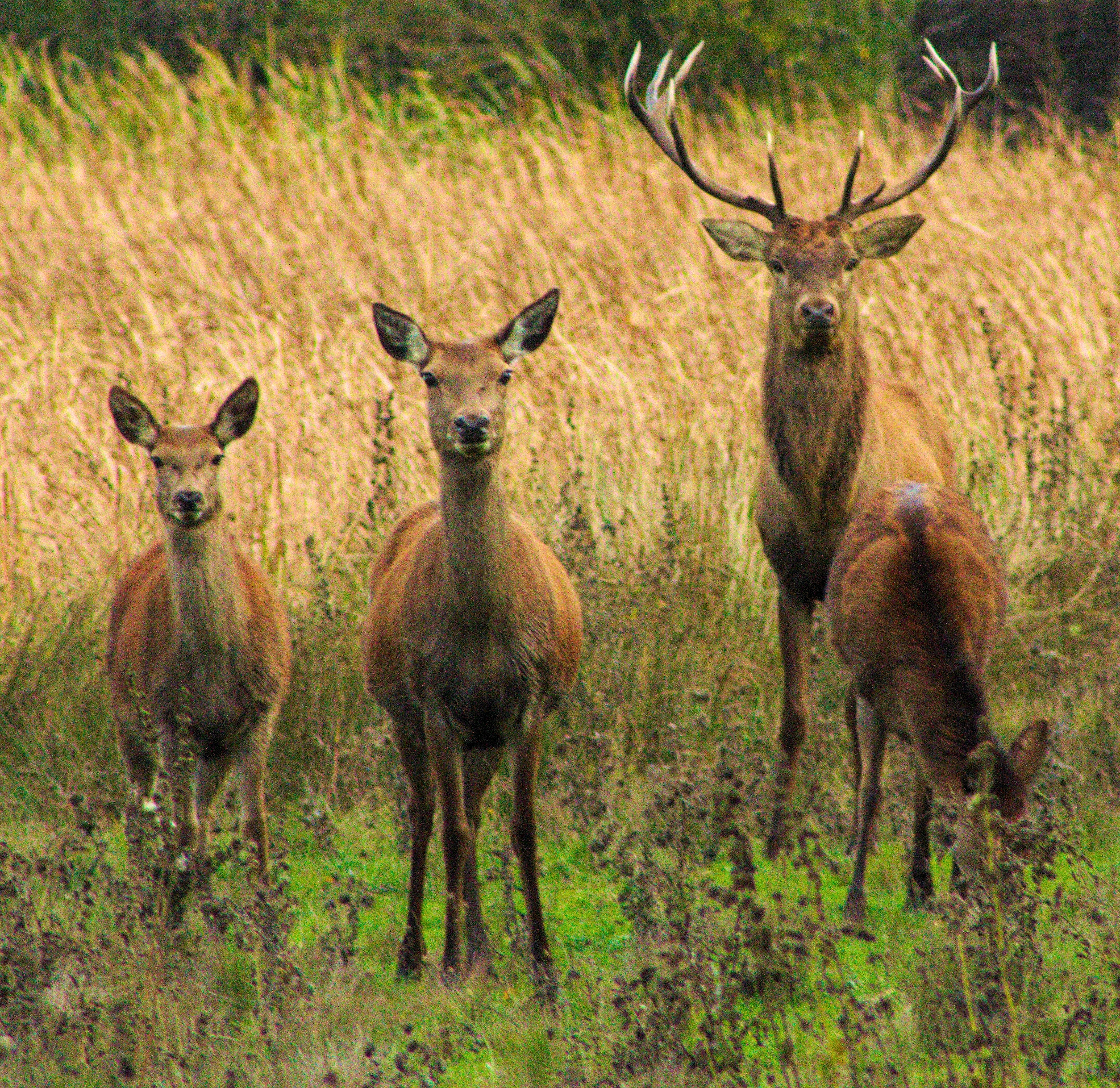
Een kleine kudde
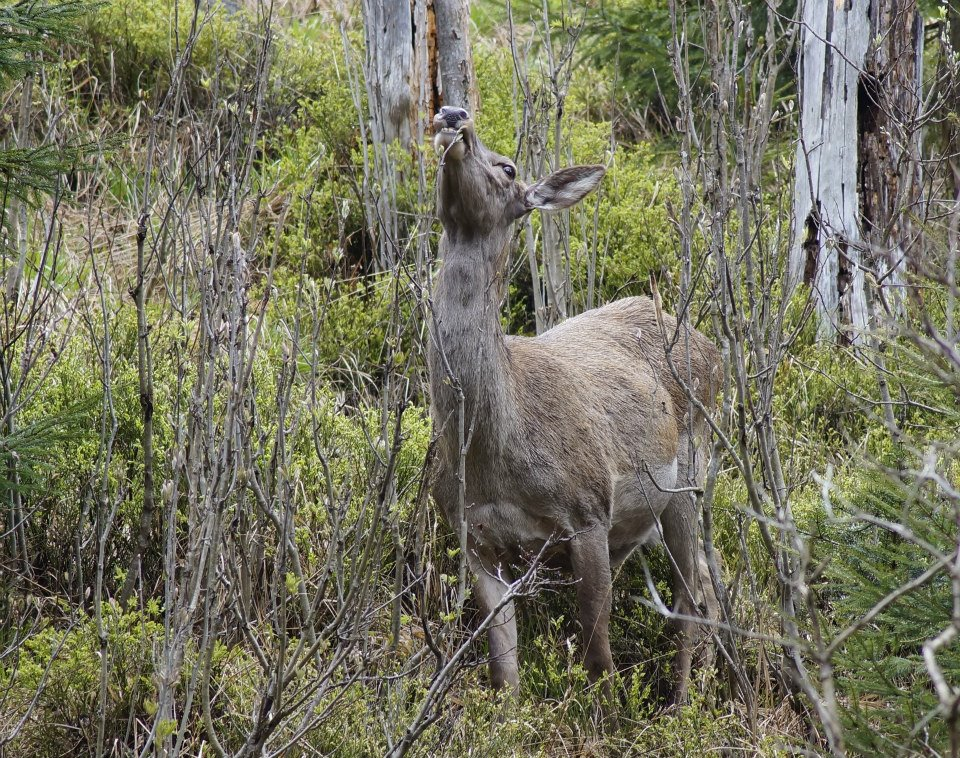
Een foeragerende hinde